# Canton de Strasbourg-3
Le canton de Strasbourg-3 est une circonscription électorale française située dans circonscription administrative du Bas-Rhin sur le territoire de la collectivité européenne d'Alsace. 
Il comprend les quartiers de Cronenbourg, de Hautepierre et des Poteries,.

## Histoire
De 1833 à 1871 et de 1919 à 1962, il n'y avait que 4 cantons dans l'arrondissement de Strasbourg-Ville : les cantons de Strasbourg-Est, Strasbourg-Nord, Strasbourg-Ouest et Strasbourg-Sud.
Le canton de Strasbourg-3 est créé en 1962.
Par décret du 18 février 2014, le nombre de cantons du département est divisé par deux, avec mise en application aux élections départementales de mars 2015. Le canton de Strasbourg-3 est conservé et s'agrandit.

## Représentation

### Représentation de 1962 à 2015
| Période | Période | Identité                       | Étiquette    | Qualité |
| ------- | ------- | ------------------------------ | ------------ | --- |
| 1962    | 1976    | Théo Braun                     | MRP puis CDP | Syndicaliste, dirigeant du Crédit Mutuel d'Alsace                                                                                |
| 1976    | 2001    | Jean-Marie Lorentz (1931-2018) | CD puis UDF  | Président fondateur de l'ARES (association des résidents de l'Esplanade) Conseiller municipal de Strasbourg, conseiller régional |
| 2001    | 2015    | Henri Dreyfus                  | PS           | Médecin Conseiller municipal délégué de Strasbourg (2008-2020)                                                                   |

### Représentation depuis 2015
| Période élective | Période élective | Mandat | Mandat   | Identité      | Nuance | Nuance | Qualité |
| ---------------- | ---------------- | ------ | -------- | ------------- | ------ | ------ | --- |
| 2015             | 2021             | 2015   | 2021     | Françoise Bey |        | PS     | Employée à La Poste Adjointe au maire de Strasbourg depuis 2016                                            |
| 2015             | 2021             | 2015   | 2021     | Serge Oehler  |        | PS     | Adjoint au maire de Strasbourg (2008-2020) Ancien conseiller général du Canton de Strasbourg-6 (1998-2015) |
| 2021             | 2028             | 2021   | en cours | Françoise Bey |        | PS     | Conseillère sortante                                                                                       |
| 2021             | 2028             | 2021   | en cours | Serge Oehler  |        | PS     | Conseiller sortant                                                                                         |

À l'issue du 1er tour des élections départementales de 2015, deux binômes sont en ballotage : Françoise Bey et Serge Oehler (PS, 35,72 %) et Déborah Beck et Jean-Pierre d'Aigremont (FN, 23,13 %). Le taux de participation est de 35,02 % (8 057 votants sur 23 004 inscrits) contre 47,83 % au niveau départemental et 50,17 % au niveau national.
Au second tour, Françoise Bey et Serge Oehler (PS) sont élus avec 69,22 % des suffrages exprimés et un taux de participation de 35,66 % (5 272 voix pour 8 203 votants et 23 004 inscrits).

## Composition

### Composition avant 2015
Le canton de Strasbourg-3 comprenait une partie de la commune de Strasbourg (quartiers de l'Esplanade, de la Bourse et de la Krutenau). Mais ce n'est plus du tout le cas aujourd'hui. 

### Composition depuis 2015
| Nom                                | Code Insee | Intercommunalité            | Superficie (km2) | Population (dernière pop. légale)                 | Densité (hab./km2) | Modifier                                    |
| ---------------------------------- | ---------- | --------------------------- | ---------------- | ------------------------------------------------- | ------------------ | ------------------------------------------- |
| Strasbourg (bureau centralisateur) | 67482      | Eurométropole de Strasbourg | 78,26            | Fraction : 51 373 (2022) Commune : 291 709 (2022) | 3 727              | modifier les données · modifier les données |
| Canton de Strasbourg-3             | 6719       |                             |                  | 51 373 (2022)                                     |                    | modifier les données                        |

Le canton de Strasbourg-3 est formé de la partie de la commune de Strasbourg située au nord d'une ligne définie par l'axe des voies et limites suivantes : depuis la limite territoriale de la commune d'Eckbolsheim, rue Virgile, rue Cicéron, rue de l'Engelbreit, chemin du Cuivre, voie de chemin de fer, rue Paul-Verlaine, allée des Comtes, route des Romains, rue de Kœnigshoffen, canal de dérivation, voie de chemin de fer.
Il comprend les quartiers de Cronenbourg, de Hautepierre et des Poteries.

## Démographie

### Démographie avant 2015
| 1962 | 1968 | 1975 | 1982 | 1990   | 1999   | 2006   | 2011   | 2012   |
| ---- | ---- | ---- | ---- | ------ | ------ | ------ | ------ | ------ |
| -    | -    | -    | -    | 23 754 | 24 893 | 25 290 | 25 525 | 25 168 |

### Démographie depuis 2015
En 2022, le canton comptait 51 373 habitants, en évolution de +8,38 % par rapport à 2016 (Bas-Rhin : +3,17 %, France hors Mayotte : +2,11 %).
| 2013   | 2018   | 2022   |
| ------ | ------ | ------ |
| 46 834 | 49 514 | 51 373 |